# Karol Lapter
Karol Dawid Lapter (ur. 5 grudnia 1912 we Lwowie, zm. 18 października 2003) – polski historyk i działacz komunistyczny, członek Komitetu Partyjnego PZPR w MSZ w 1949 roku, członek Komitetu POP PZPR przy MSZ w latach 1949–1951.

## Życiorys
Urodził się w rodzinie Leona i Fanny. W 1932 po ukończeniu gimnazjum klasycznego rozpoczął studia na Wydziale Przyrodniczym UJK. Z uniwersytetu relegowany w 1934 w związku z aresztowaniem za przynależność do KPZU, i wyroku 3,5 roku. Więziony do 1936. W 1937 wyjechał do Pragi, gdzie kontynuował przerwane (1934) studia.
W okresie II wojny światowej w Wielkiej Brytanii, pracował jako robotnik. Pisał w tym czasie do komunistycznej prasy brytyjskiej. Od sierpnia 1945 sekretarz Ambasady RP w Londynie. W latach 1947–1953 pracownik MSZ. Wykładał w Szkole Głównej Służby Zagranicznej (1950/1951 zastępca profesora) po uznaniu za magisterium artykułu, który opublikował w „Nowych Drogach”. Od maja 1953 pracownik naukowy Instytutu Nauk Społecznych przy KC PZPR (od 1955 zastępca kierownika Katedry Historii Powszechnej). Był uczestnikiem konferencji otwockiej (1851/1952). W latach 1954–1956 pracownik Instytutu Historii PAN, kandydat nauk historycznych – 1954. Docent 1954, profesor nadzwyczajny od 1964. W latach 1957–1968 kierownik Katedry Historii Powszechnej w Wyższej Szkoły Nauk Społecznych przy KC PZPR. Jednocześnie w latach 1961–1965 zatrudniony jako docent w Wojskowej Akademii Politycznej. W styczniu 1968 roku został wyrzucony z PZPR. Powodem zawieszenia było uznanie  przez Komisję Dyscyplinarną Wyższej Szkoły Nauk Społecznych przy KC PZPR jego działalności sprzecznej z działalnością WSNS jako uczelni partyjnej. W czerwcu 1968 decyzją Rektora WSNS został zawieszony we wszelkich czynnościach naukowych dydaktycznych i organizacyjnych w WSNS. Od 1969 na emigracji w Szwecji. Pracował w Instytucie Polityki Międzynarodowej w Sztokholmie.
Zmarł 18 października 2003.

## Wybrane publikacje
- (wstęp) John Steinbeck, Grona gniewu, tł. i adapt. scen. St. Średnickiego, wstępem zaopatrzył K. Lapter, Warszawa: „Książka i Wiedza” 1949.
- (przedmowa) Upton Sinclair, Kryminalista, tł. Antonina Sokolicz, przedmowa K. Lapter, Warszawa: „Książka i Wiedza” 1949.
- (wstęp) John Galsworthy, Walka, przekład J. Mondscheina, w adaptacji scenicznej Tadeusza Żuchniewskiego, wstępem zaopatrzył K. Lapter, Warszawa: „Książka i Wiedza” 1949.
- Jean Laffitte, Grupa Valmy: sztuka w 3 aktach, adaptacja sceniczna K. Laptera, Warszawa: „Książka i Wiedza” 1950.
- (przedmowa) Robert Tressall, Filantropi w łachmanach, z jęz. ang. tł. Wacław Serafin, przedmową opatrzył Karol Lapter, Warszawa: „Czytelnik” 1951 (wyd. 2 – t. 1-2, 1953).
- Walka o pokój na V sesji ONZ: wybór materiałów, komentarze M. Lachsa, red. odpow. K. Lapter, Warszawa: „Książka i Wiedza” 1951.
- Trzynasty punkt Wilsona, Warszawa: Szkoła Partyjna przy KC PZPR. Katedra Polskiego Ruchu Robotniczego 1954.
- Druga wojna światowa: wybór dokumentów. Cz. 1, zebrał Karol Lapter przy współpracy Tadeusza Antonowicza, Warszawa: WAP 1960.
- II wojna światowa 1939–1945: dokumenty i materiały, Warszawa: Wyższa Szkoła Nauk Społecznych przy KC PZPR 1960.
- (przedmowa) Zygmunt Modzelewski, Polityka zagraniczna Polski: artykuły i przemówienia, przedmowa K. Lapter, Warszawa: Państwowe Wydawnictwo Naukowe 1960.
- Powstanie Stanów Zjednoczonych i pierwszy okres ich istnienia do r. 1815, Warszawa: Państwowe Zakłady Wydawnictw Szkolnych 1960.
- Les garanties anglaises accordees à la Pologne en 1939, Varsovie: Institut Polonais des Affaires Internationales 1961.
- II wojna światowa 1939–1945 : dokumenty i materiały, Warszawa: Wyższa Szkoła Nauk Społecznych przy KC PZPR 1961.
- Organizacja Narodów Zjednoczonych [geneza i struktura]: podstawowe dokumenty 1945–1960, Warszawa: Wyższa Szkoła Nauk Społecznych przy KC PZPR 1961 (wyd. – 1962).
- Stosunek mocarstw do sprawy polskiej podczas I wojny światowej: lata 1914–1918, Warszawa: Wyższa Szkoła Nauk Społecznych przy KC PZPR 1961.
- Druga wojna światowa: wybór dokumentów. Cz. 2, zebrał Karol Lapter przy współpracy Tadeusza Antonowicza, Warszawa: WAP 1962.
- Pakt Piłsudski – Hitler: polsko-niemiecka deklaracja o niestosowaniu przemocy z 26 stycznia 1934 roku, Warszawa: „Książka i Wiedza” 1962.
- Zarys stosunków polsko-radzieckich w latach [1917–1960. Cz. 1], 1917–1939, Warszawa: Wyższa Szkoła Nauk Społecznych przy Komitecie Centralnym Polskiej Zjednoczonej Partii Robotniczej 1962.
- Druga wojna światowa: wybór dokumentów. Cz. 3: Zakończenie i likwidacja skutków wojny, zebrał Karol Lapter przy współpr. Tadeusza Antonowicza, Warszawa: WAP 1963.
- (przedmowa) Wiktor Israelan, Historia dyplomatyczna 1941–1945, tł. Jan Krzyżanowski, przedmowa Karol Lapter, Warszawa: „Czytelnik” 1963.
- Druga wojna światowa: wybór dokumentów. Cz. 1, zebrał Karol Lapter, przy współpr. Tadeusza Antonowicza, Warszawa: WAP 1965.
- Druga wojna światowa: wybór dokumentów. Cz. 2, zebrał Karol Lapter, przy współpr. Tadeusza Antonowicza, Warszawa: WAP 1965.
- Sprawy polskie na konferencji pokojowej w Paryżu w 1919 r. : dokumenty i materiały, t., red. zbioru: Remigiusz Bierzanek i Józef Kukułka, oprac. Karol Lapter et al., Warszawa: Państwowe Wydawnictwo Naukowe 1965.
- Stosunki międzynarodowe po II wojnie światowej lata 1945–1950: dokumenty i materiały, wybór, oprac. i wstęp Karol Lapter, Warszawa: Wyższa Szkoła Nauk Społecznych przy KC 1965.
- External and internal sources of international tension, London 1966.
- COMECON – some problems of economic cooperation among the East european countries, Stockholm: Utrikespolitiska Institutet 1970.

## Ordery i odznaczenia
- Krzyż Oficerski Orderu Odrodzenia Polski (22 lipca 1951)[4]
- Krzyż Kawalerski Orderu Odrodzenia Polski (19 lipca1946)[5]